# Jerzy Klentak
Jerzy Klentak (ur. 1 stycznia 1948 w Gorzowie Wielkopolskim, zm. 12 stycznia 2004) – polski żużlowiec.
Sport żużlowy uprawiał w latach 1967–1968 w barwach klubu Stali Gorzów Wlkp. Srebrny medalista Drużynowych mistrzostw Polski w 1968 roku. Startował w półfinale Młodzieżowych indywidualnych mistrzostwach Polski (1968 – XI miejsce) oraz w Turnieju nr 2 Srebrnego Kasku (1968 – XII miejsce).